# Rio Apurímaque
O rio Apurímaque (em espanhol: Apurímac) é o nome que recebe o rio Amazonas no trecho entre a cordilheira dos Andes e a floresta Amazônica no Peru. Nasce das águas de degelo do Nevado Mismi, uma montanha de 5597 metros de altitude, localizada na província de Arequipa, sul do Peru. Corre no sentido noroeste, passa por Cusco em estreitos cânions a mais de 3.000 metros, duas vezes mais profundo que o Grand Canyon dos Estados Unidos.
Após 730,70 km, o Apurímaque se encontra com o rio Mantaro para formar o rio Ene em 12° 15' 46" S 73° 58' 44" O, 440 metros acima do nível do mar. Depois se encontra com o rio Perené a 330 metros acima do nível do mar, passando a formar o rio Tambo, na sequência se encontra com o rio Urubamba a 280 metros acima do nível do mar para formar o rio Ucaiáli.
Seus principais afluentes estão na margem esquerda: Santo Tomás, Vilcabamba, Pachachaca e Pampas.
Às vezes o curso completo do rio desde sua fonte até sua junção com o Ucaiáli, incluindo os rios Ene e Tambo, é chamado de "Apurímaque", com extensão total de 1.069,80 km.

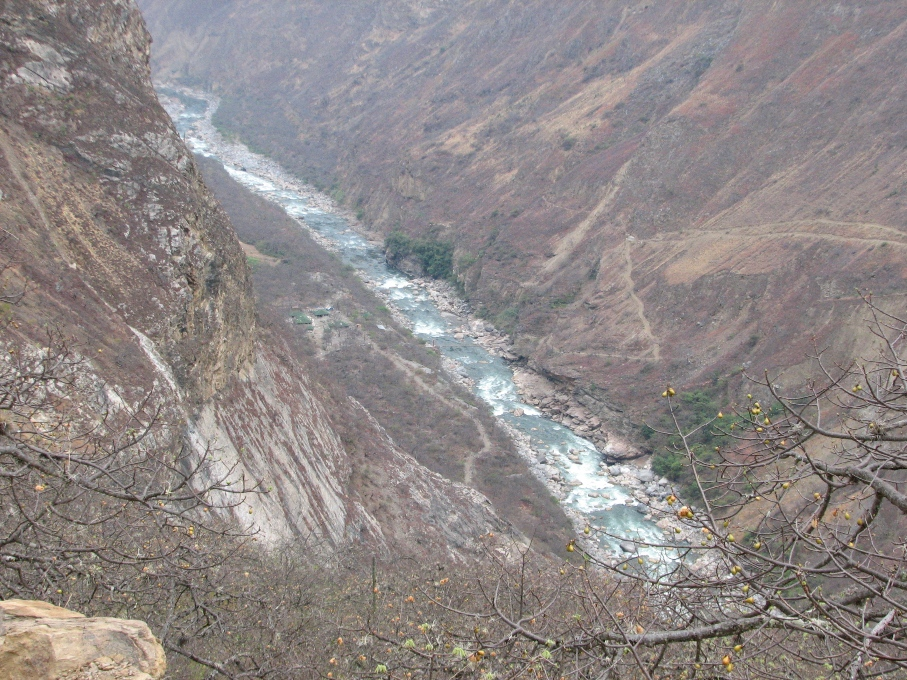
Rio Apurímaque